# Фреттенхайм
Фреттенхайм (нем. Frettenheim) — община в Германии, в земле Рейнланд-Пфальц. 
Входит в состав района Альцай-Вормс. Подчиняется управлению Вестофен.  Население составляет 334 человека (на 31 декабря 2010 года). Занимает площадь 2,74 км².
Муниципалитет находится в Рейнском Гессене.